# Esperantoplatz (Berlin)
Der Berliner Esperantoplatz liegt im Berliner Ortsteil Neukölln des gleichnamigen Bezirks an der Schudomastraße, im Bereich zwischen der kreuzenden Braunschweiger Straße und der einmündenden Schwarzastraße. Der Platz wurde 1991 neu gestaltet durch einen Rückbau des Verkehrsraums der Schwarzastraße. Der verkehrsberuhigte Bereich wurde parkartig angelegt zu einer städtischen Naturoase mit Wiesen, Büschen, Bäumen und Blumenbeeten.

## Geschichte, Lage, Beschreibung
Am 14. Dezember 1991 wurde die kleine Grünanlage nach der Plansprache Esperanto benannt und feierlich der Öffentlichkeit übergeben.
Baustadtrat Bodo Manegold enthüllte eines der beiden Straßenschilder gemeinsam mit Eva Hoffmann (1920–2008), deren Vorschlag für die Platzbenennung das Bezirksamt gefolgt war. Eva Hoffmann sprach Esperanto, ebenso wie ihre Eltern, die nahe dem Platz in der Teupitzer Straße 111 (heute Braunschweiger Straße 26) die Druckerei Conrad Noeske führten, in der auch einige Druckerzeugnisse in Esperanto erschienen. Bodo Manegold erklärte bei der anschließenden Feier in der St.-Richard-Kirche: „Wir haben den heutigen Tag gewählt, weil morgen der 132. Geburtstag von Ludwig Lazarus Zamenhof gefeiert wird […] und [um] darauf hinzuweisen, dass er viel dazu beigetragen hat, dass diese Welt friedlicher wird.“ Frau Hoffmann würdigte er mit den Worten: „Sie gehört mit zum Kiez. Sie ist ein Original.“ Pfarrer Hans-Jürgen Lischka (1941–2015) verwies auf neu aufgeflammte Konflikte und mahnte: „Umso wichtiger ist die Erkenntnis, dass Verständnis und Verständigung unter Menschen das einzige ist, was den Menschen wirklich dient. Und da, so denke ich, ist die Namensgebung Esperantoplatz ein wichtiger Punkt.“ Anwohnerin Eva Hoffmann sagte froh: Ich danke Ihnen dafür, dass wir diesen kleinen grünen Platz der Hoffnung jetzt haben.“
Der Stadtplatz wird begrenzt von der Braunschweiger Straße (nordwestlich), der Schmalseite einer Blockrandbebauung zwischen Braunschweiger und Schwarzastraße (nordöstlich), durchschnitten von der abknickenden Schwarzastraße mit Giebelschmalseiten der Schudomastraße (südöstlich) und der Schudomastraße (südwestlich). Er ist etwa 60 m × 30 m groß. Von der Schwarzastraße aus führt diagonal über den Platz ein Fußweg direkt zur Kreuzung Schudomastraße/Braunschweiger Straße. Die Ränder des Platzes sind mit Bäumen bestanden, die teilweise neu gepflanzt wurden. Andere gut gewachsene alte Ahorn-Bäume sind in die neue Platzgestaltung miteinbezogen worden. Seit der 1980 stillgelegte S-Bahnhof Sonnenallee 1997 wieder in Betrieb genommen wurde, dient der Platz den Anwohnern als viel begangener Durchgang vom und zum S-Bahnhof Sonnenallee. Über den Platz sind die angrenzenden Wohnquartiere zu erreichen, auch der Richardplatz, das Böhmische Dorf und der Comenius-Garten.

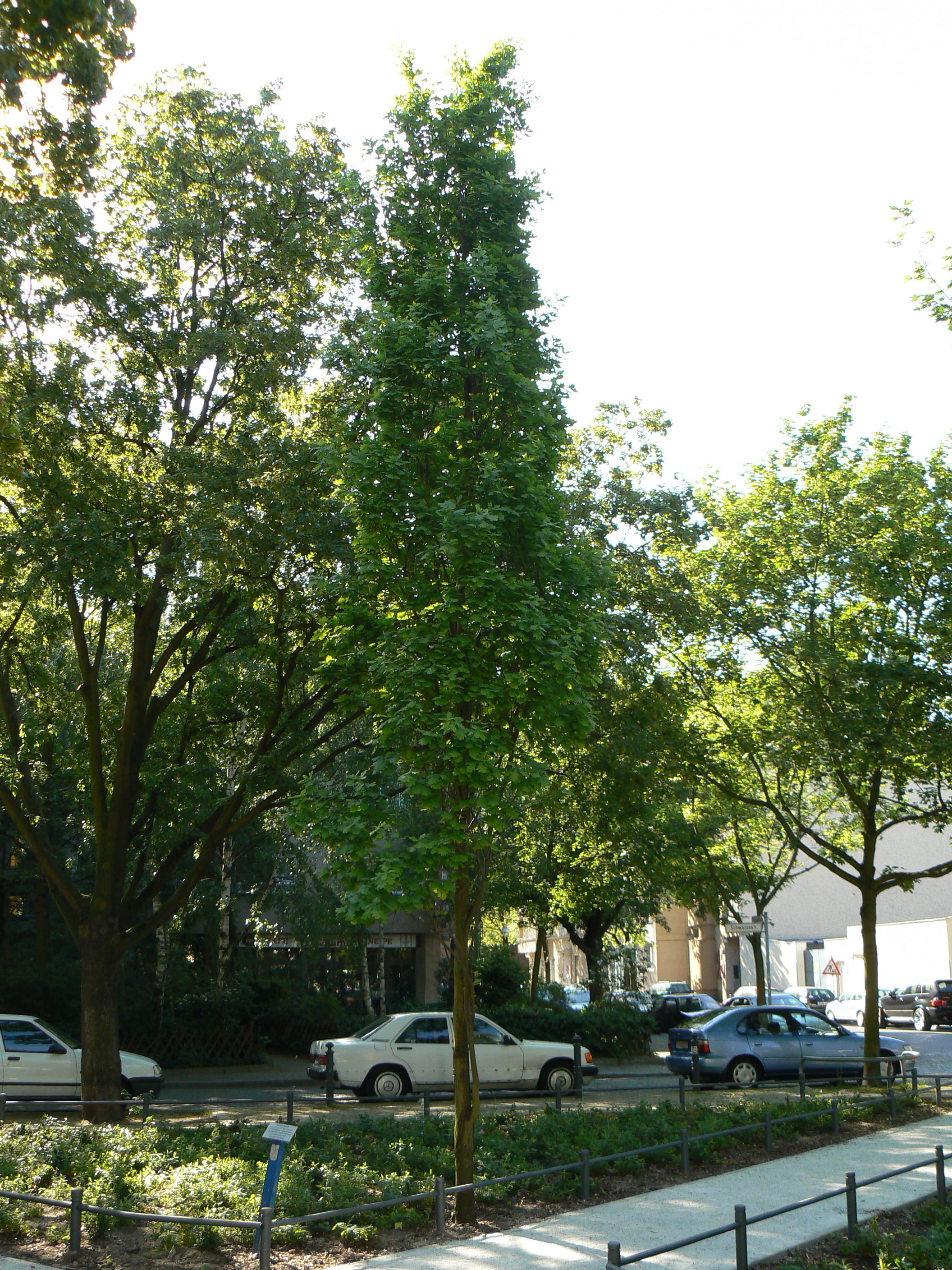
Zamenhof-Eiche

Hervorhebenswert ist eine 1992 auf dem Platz gepflanzte Eiche, die zu Ehren des Esperanto-Gründers Ludwig Zamenhof seinen Namen erhielt (Bild). Vor dem Baum befindet sich auf einer Tafel die Inschrift: „Zamenhof-Eiche, gepflanzt am 14. April 1992 zum 75. Todestag des Begründers der internationalen Sprache Esperanto Dr. Ludwig Zamenhof. Esperanto-Liga Berlin“.
Die Pflanzung der Zamenhof-Eiche war Teil einer Zamenhof-Comenius-Ehrung der Berliner Esperanto-Freunde und Freundinnen, die auch dem 400. Geburtstag von Comenius gewidmet war. Sie begann im Saalbau Neukölln, wo Henning Vierck, der wissenschaftliche Berater und spätere Geschäftsführer des Comeniusgartens anhand der Ausstellung das Weltbild von Comenius und dessen Vorstellungen von einer Universalsprache darlegte. Anschließend führte er durch den gerade entstehenden Comeniusgarten und erklärte das Konzept. Die dann zu Ehren Zamenhofs auf dem Esperantoplatz gepflanzte Säuleneiche stammt aus den Späth‘schen Baumschulen im Ortsteil Baumschulenweg.
Die Erinnerungstafel wurde am 3. Juli 1999 vom damaligen Bürgermeister Bodo Manegold während einer Feier der Esperanto-Liga Berlin zum 50. Jahrestag ihrer Gründung enthüllt. Henning Vierck sprach darüber, was die beiden Humanisten, Theoretiker und Praktiker der Idee einer Universalsprache Comenius und Zamenhof verbindet, und Rudolf Rogler vom Heimatmuseum Neukölln würdigte den Neuköllner Reformpädagogen, Schulrat und ersten Vorsitzenden der Esperanto-Liga Berlin Wilhelm Wittbrodt (1878–1961).
Die Berliner Planergemeinschaft Dubach Kohlbrenner hat 2005 im Auftrag der Neuköllner Verwaltung ein „Integriertes Stadtteilentwicklungskonzept Aktionsraum plus Neukölln-Nord“ erstellt. Das sah für den Böhmischen Platz, den Esperantoplatz und den Platz an der Kanner Straße eine Umgestaltung vor. Diese erfolgte im Zeitraum 2005 bis 2008 und wurde aus Mitteln der EU und dem Bund-Länderprogramm Soziale Stadt finanziert (Gesamtprojektsumme 2,5 Millionen Euro).
Am 14. April 2007 erläuterte die verantwortliche Landschaftsarchitektin Bettina Longardt auf dem Esperantoplatz und in der Jugendbegegnungsstätte „Die Scheune“ am Richardplatz das Konzept der Umgestaltung. Der Platz sollte sonniger, offener und überschaubarer werden. Deshalb waren schon 2006 die hohen Sträucher entfernt, mit denen der Platz noch im Vorjahr dicht bewachsen war.
Es wurde diagonal von der Ecke Schwarza-/Schudomastraße über die Mitte des Platzes zur Ecke Braunschweigerstraße 17 ein Weg angelegt. Dadurch entstanden vier dreieckige Grünflächen, die durch niedrige Metallgeländer begrenzt wurden. Auf den Grünflächen wurden Bodendecker (Vinca) gepflanzt.
Als abschließende Maßnahme erhielt die Mitte des Platzes ein Bodenmosaik, das einen Stern in einem helleren Kreis zeigt. Der grüne Stern ist ein Esperanto-Symbol, der Kreis steht für die Weltkugel. Die Zamenhof-Eiche stand nun an der Wegekreuzung und wurde damit räumlich aufgewertet. Bänke laden zum Verweilen und Betrachten.
Mit einem Drei-Plätze-Fest am 5. Mai 2007 wurde auf dem Böhmischen Platz, dem Platz an der Kanner Straße (ab Spätsommer 2007: Freundschaftsplatz) und dem Esperantoplatz der Abschluss der Neugestaltung gefeiert, obwohl noch nicht alle Arbeiten beendet waren. Dort, wo das Sternmosaik entstehen sollte, gab es bislang nur ein großes Fragezeichen, da in der Richardschule noch ein Zeichenwettbewerb zur Gestaltung im Gange war.
Eine am 3. Juli 2008 auf dem Platz aufgestellte Tafel informierte in Esperanto und Deutsch über den Namen des Platzes und zur Esperanto-Bewegung insgesamt. Außerdem erfuhr der Leser den Zusammenhang mit dem Ortsteil Neukölln.
In der Rütli-Schule in Neukölln unterrichtete Wilhelm Wittbrodt in den 1920er und 1930er Jahren Esperanto, in der Schule Sonnenallee 10 wurde 1949 die Esperanto-Liga Berlin gegründet. In der Richardstraße 61 war in den 1950er und 1960er Jahren die Geschäftsstelle der Esperanto-Jugend Berlin, die in Neukölln besonders aktiv war. Die Neuköllner Festsäle und das Rathaus Neukölln erlebten den Deutschen Esperanto-Kongress von 1960 und die Nikodemuskirche Gottesdienste und unterschiedliche Kulturveranstaltungen in Esperanto. In der Falkstraße 25 befand sich von 1978 bis 2005 das Esperanto-Zentrum Berlin.
Zum 4. Sommerfest am 14. September 2016 wurde für den Schaukasten auf dem Esperantoplatz ein neues Informationsplakat (Design: AG Urban, Texte und Bilder: Esperanto-Liga Berlin) vorbereitet, das die Sprache Esperanto und ihren Initiator Ludwig Zamenhof, aber auch den Platz mit seiner Geschichte und seinen Sehenswürdigkeiten vorstellte, dazu auch einige hier ansässige Vereine. Bezirksbürgermeisterin Franziska Giffey enthüllte es gemeinsam mit vielen Kindern.
Auf der dem Esperantoplatz gegenüberliegenden Seite der Schudomastraße schließt sich ein kommunaler Kinderspielplatz in den Abmessungen 45 m × 50 m an, der im Jahr 2014 neu gestaltet und ausgestattet wurde.
Dem Platz diagonal gegenüber steht die denkmalgeschützte katholische St.-Richard-Kirche an der Schudomastraße.
Auch die Wohnanlage Braunschweiger Straße 7–17, Schwarzastraße 3/4 ist denkmalgeschützt. Die Fußballkneipe „Teupitzer Klause“ an der Braunschweiger Ecke Schudomastraße bewahrt den früheren Namen der Braunschweiger Straße.
Seit 2006 hat die A–Z Hilfen Berlin gGmbH ihre Geschäftsstelle am Esperantoplatz (Braunschweiger Straße 17). Seit März 2015 bietet das itz (Interkulturelle Theaterzentrum) Theaterprojekte für Kinder, Jugendliche und Erwachsene mit verschiedenen Sprachen aus verschiedenen Kulturen am Platz an (Schudomastraße 32).
Während des Neuköllner Kulturfestivals 48 Stunden Neukölln im Jahr 2012 trat die Münchner TrashArt-Künstlerin ADLER A.F. mit einer Performance auch auf dem Esperantoplatz auf, um auf den desolaten Zustand des Platzes aufmerksam zu machen und dessen Aufwertung als „Symbol für Verständigung“ zu erreichen.

## Sommerfeste auf dem Esperantoplatz
18. August 2013
A–Z Hilfen Berlin gGmbH und Esperanto-Liga Berlin veranstalten das erste der inzwischen alljährlich stattfindenden Sommerfeste auf dem Esperantoplatz, um die Vereine und Institutionen im Kiez zu vernetzen, mit ihnen gemeinsam der Verwahrlosung des Platzes entgegenzuwirken und ihn zum Ort der Verständigung, des gegenseitigen Kennenlernens und des Dialogs zu machen.
Die Feste werden gefördert durch das Quartiersmanagement Richardplatz Süd und aus dem Programm Soziale Stadt.
ADLER A.F. eröffnete mit ihrer Performance „Uns gehört die Stadt“ das erste Fest. Unter dem Motto „Rede Klartext unter der Zamenhof-Eiche!“ äußerten sich Fritz Felgentreu, Bezirksvorsitzender der SPD in Berlin-Neukölln, Marco Schulze, Geschäftsführer von A–Z Hilfen Berlin, Sebastian Kirf, Vorsitzender des Deutschen Esperanto-Bundes, Ronald Schindler, stellvertretender Vorsitzender des Esperanto-Verbands Berlin-Brandenburg, Pater Alois Hofmann, Pfarrer an der Katholischen Kirche St. Richard, Christoph agi Böhm, Künstler und Leiter der Galerie bauchhund, Henning Vierck, Geschäftsführer des Comeniusgarten, Nadine Lorenz für die „Stadtagenten“, Peter Bäß, emeritierter evangelischer Pfarrer und Esperanto-Lehrer in Berlin-Neukölln, als erste zur Situation auf dem Platz und im Kiez. In den folgenden Jahren taten das noch viele andere.
Der Esperanto-Liedermacher Stephan Schneider sang zur Gitarre und die Musikgruppe QUERBEET (KLEZMER & MEHR) trat auf. Der Platz wurde bei diesem Fest gepflegt und bepflanzt.
Die Pflege- und Pflanzaktionen, begleitet von den „Stadtagenten“, gegenwärtig von dem Projekt „Kiez & Natur“ mit der Aktion „Empowerment für Umweltbewusstsein“ finden inzwischen mehrmals im Jahr statt, beziehen Anwohner ein und verbessern den Zustand des Platzes.
Im Zusammenhang mit dem Fest wurde der Schaukasten repariert und die Metalleinfassung der Grünflächen durch das Grünflächenamt des Bezirks erneuert.
Im Rahmen der Aktion „Zerstörte Vielfalt“ erinnerte eine Ausstellung auf dem Platz an Wilhelm Wittbrodt. Quellenmaterial dafür stellte das Museum Neukölln zur Verfügung.
Die Öffnung der Kirche St. Richard während des Festes wurde zur Tradition.
3. September 2014
Das 2. Sommerfest begann ebenfalls mit einer Performance von ADLER A.F. Neue Vereine waren dabei, so das Interkulturelle Theaterzentrum (itz) mit seinen Theateraktionen und der Verein Roma Trial, auch die Löwenzahn-Grundschule und die Kita St. Richard machten mit.
Die Ausstellung „111 Jahre Esperanto – Sprache und Kultur in Berlin und Brandenburg“ war zu besichtigen.
Als Gesprächspartner standen der Neuköllner Bezirksstadtrat für Soziales, Bernd Szczepanski, und Rainer Sodeikat vom Grünflächenamt zur Verfügung.
9. September 2015
Für dieses Fest mit bereits 150 Teilnehmern hatte Neuköllns Bürgermeisterin Franziska Giffey die Schirmherrschaft übernommen und verband damit ihre Wertschätzung für das bürgerschaftliche Engagement der Beteiligten. Sie sagte: „Ich freue mich darüber zu sehen, wie viele Menschen einfach sagen: […] wir machen gemeinsam was, damit wir besser zusammenleben können.“ Neu waren dabei der AWO-Jugendclub „Die Scheune“ mit Angeboten auf dem Bolzplatz und der Kinderpavillon vom Droryplatz mit Angeboten auf dem Spielplatz. Die beteiligten Vereine und das Quartiersmanagement Richardplatz Süd informierten an Ständen über ihre Angebote.
Die Performance „Schafft euch eure eigene Welt“ zeigten diesmal Kinder aus dem itz, ebenso die Ausstellung „Auf den zweiten Blick“ über Leute aus dem Kiez.
14. September 2016
„Outreach – Mobile Jugendarbeit Berlin“ ist mit Basketball für Mädchen neu dabei, und kreative Stadtplaner der AG Urban hatten einen mobilen Zebrastreifen zwischen Esperantoplatz und Spielplatz installiert und daneben „Platzhalter“ – variable Holzelemente zum Bepflanzen und zum Sitzen aufgestellt. Neue Ideen für den öffentlichen Raum waren gefragt. Man konnte sich Meinungen zum Platz in Deutsch und Esperanto anhören und die eigene Meinung dazugeben. Bürgermeisterin Franziska Giffey enthüllte das neue Informationsplakat und betonte: Das Fest findet statt „vor dem Hintergrund einer Sprache, die die Menschen weltweit zusammenbringt“. Sie dankt allen, die dafür arbeiten, dass die Verständigung in Neukölln, wo über 150 Sprachen gesprochen werden, immer ein bisschen besser funktioniert.
Eine Ausstellung auf dem Platz war diesmal Ludwig Zamenhof gewidmet, dem Begründer des Esperanto.
20. September 2017
Das Fest war geprägt vom Weltkindertag unter dem Motto „Kindern eine Stimme geben“, von der Europäischen Mobilitätswoche und dem 25. Geburtstag der Zamenhof-Eiche auf dem Esperantoplatz. Neu dabei war das Projekt „Vorfahrt für Kinder“. Erstmals sorgte der Reggae-Sänger Jonny M mit seinen engagierten Liedern in Esperanto und Deutsch für eine beschwingte Atmosphäre beim Fest.
29. August 2018
Bezirksstadtrat Jochen Biedermann äußerte sich zu Mieterproblemen, und die Direktorin des Polnischen Instituts Małgorzata Bochwic-Ivanovska beleuchtete die besondere Beziehung Polens zum Esperanto und seinem Schöpfer Ludwig Zamenhof. Dass Polen als Geburtsland des Esperanto gilt, wichtige Beiträge zur internationalen Esperanto-Kultur leistet, und dass seit 2014 diese internationale Sprache als Träger der Esperanto-Kultur zu seinem immateriellen Kulturerbe gehört, wurde in der Ausstellung auf dem Platz „Esperanto-Kultur im Europäischen Kulturerbejahr 2018“ deutlich.
Zum ersten Mal beim Fest dabei war Yopic e. V., ein Verein, der den Besucherinnen und Besuchern des Festes Anregungen für Rezepte ohne Fleisch, für Mülltrennung und für einen persönlichen Beitrag zum Klimaschutz gab.
Im Vorfeld des Festes wurden die Bänke auf dem Esperantoplatz neu gestrichen und mit Grüßen in Esperanto und Deutsch verziert.
28. August 2019
Beim 7. Sommerfest wurde das bisherige Motto „Neukölln spricht viele Sprachen, auch Esperanto“ abgewandelt in „Klimaschutz spricht viele Sprachen, auch Esperanto“. Yopic e. V. spielte als Veranstalter neben der Esperanto-Liga Berlin-Brandenburg und dem Interkulturellen Theaterzentrum eine wesentliche Rolle mit seinen Workshops im Projekt „Be Inspired“ zum nachhaltigen Klimaschutz in Neukölln, gefördert durch das Bundesministerium für Umwelt, Naturschutz und nukleare Sicherheit im Rahmen der nationalen Klimaschutzinitiative.
Safak Yildiz vom Bezirksamt Neukölln, Koordinierung des Quartiersmanagements übergab beim Fest durch das Zerschneiden des Bandes die neuen Klimaschutz-Stelen auf dem Esperantoplatz der Öffentlichkeit. In Vorbereitung auf das Fest wurden sie bereits auf dem Platz installiert Stadtplaner Michael Pinetzki erläuterte die im Projekt „Kool im Kiez“ durch die AG URBAN geschaffene Installation: Zehn Stelen symbolisieren die zehn Bäume auf dem Esperantoplatz, die Sauerstoff für 20 Personen produzieren. Weitere Zusammenhänge sind in einem Schaukasten dargestellt, in dem auch das Informationsplakat über den Esperantoplatz informiert, das aus dem abgebauten Schaukasten bekannt ist. Die sich über alle zehn Stelen erstreckende farbige Grafik gibt Auskunft über die Entwicklung von Temperatur, Niederschlagsmengen und CO2-Gehalt der Luft global, in Deutschland und Berlin. Reggae-Sänger Jonny M. sang in Esperanto unter anderem sein für das Tierwohl und gegen den Fleischkonsum engagiertes Lied Veganaj homoj manĝas ne la bestojn (‚Vegane Menschen essen keine Tiere‘).
Finanziert wurde das Fest aus dem Aktionsfond des Quartiersmanagements Richardplatz Süd bzw. dem Projekt Empowerment für Umweltbewusstsein von Kiez & Natur im Rahmen des Programms „Soziale Stadt“ sowie durch den Verein YOPIC e. V.